# Пикар, Жозеф Дени
Жозеф Дени Пикар (фр. Joseph Denis Picard; 1761—1826) — французский военный деятель, генерал-лейтенант (1820 год), барон (1808 год), участник революционных и наполеоновских войн.

## Биография
Начал службу 3 ноября 1780 года солдатом в Ангулемском драгунском полку (с 1 января 1791 года - 11-й драгунский). 4 апреля 1790 года вышел в отставку.
1 мая 1790 года вступил в Национальную гвардию Парижа без оплаты, а 30 декабря 1791 года стал конным жандармом 4-й бригады Парижа. 13 декабря 1792 года стал квартирмейстером-казначеем 1-й дивизии жандармерии. 1 января 1793 года стал адъютантом генерала Ушара  и покинул эту должность незадолго до увольнения последнего.
С 1792 по 1796 годы служил в Рейнской армии. 9 сентября 1793 года представителями народа был произведён в командиры батальона штаба кавалерии. 30 сентября 1793 года был назначен начальником штаба у Дитмана. 8 ноября 1793 года временно произведён в полковники штаба. Отличился в сражениях при Висамбуре и Ландау. Генералы Гош и Дезе предложили ему звание бригадного генерала, но Пикар отказался. С 13 апреля 1796 года без служебного назначения.
Вернулся к активной службе 23 мая 1796 года в составе Итальянской армии. Принял участие в битве при Кастильоне 5 августа 1796, где смело атаковал три неприятельских полка кавалерии, загнал их на холм и захватил прикрывавшую их артиллерию. 8 сентября 1796 года в битве при Бассано он вновь провёл несколько успешных атак, захватил полковника гусар Эрдеди и две пехотные роты. 16 сентября 1796 года генерал Бонапарт назначил Пикара командиром 1-го гусарского полка (был утверждён 8 января 1797 года). При Ангиари 14 января 1797 года его полк умело действовал на всех этапах сражения. В феврале при Тревизо энергично атаковал конницу противника, и гнал её до Ловадины. 12 марта 1797 годы под огнём противника перешёл Пьяве, затем атаковал улан, и гнал их вверх до Конельяно, взяв множество пленных. 19 марта провёл очередную удачную атаку против австрийской кавалерии у Градиска, затем занял с 50 гусарами Тоскану. 26 марта 1799 года в битве при Сан-Паоло атаковал и захватил редуты неприятеля. 5 апреля 1799 года в битве при Вероне он расположился в тридцати шагах впереди своего полка вместе с сапёром, и оставался твёрдым под градом пуль и картечи. Его действия перед лицом врага вдохновили гусар, и они до вечера удерживали свои позиции. 12 мая 1799 года решительно атаковал колонну русских, в результате чего она была полностью разгромлена, но он не остановился, и продолжал гнать неприятеля до Бассиньяны на реке По, где многие утонули, а две пушки остались в руках французов. 16 мая 1799 года в битве при Алессандрии он продемонстрировал много уравновешенности и бесстрашия. Продолжил службу в Армии Граубюндена.
26 февраля 1803 года был произведён в бригадные генералы. 3 мая 1803 года возглавил бригаду лёгкой кавалерии Армии Ганновера. С 29 августа 1805 года его бригада входила в состав 1-го корпуса Великой Армии. Сражался при Аустерлице. 13 декабря 1805 года его бригада передана в дивизию генерала Тийи. В сентябре 1806 года, перед самым началом Прусской кампании, возглавил 3-ю бригаду 1-й драгунской дивизии. Покрыл себя славой в битве при Эйлау 8 февраля 1807 года, где был ранен мушкетной пулей. 16 марта 1807 года был переведён в состав Резервной армии маршала Келлерманна, где отвечал за проверку кавалерии 2-го и 3-го военных округов.
18 августа 1808 году назначен в 4-й военный округ. 20 декабря 1808 года присоединился к Армии Испании. 27 марта 1809 года был отозван в Париж, 6 апреля влился в состав Армии Германии. 29 апреля привёл в Аугсбург три временных драгунских полка, и 12 мая в этом городе возглавил 1-ю бригаду в драгунской дивизии Бомона. С 10 июня – Резервной армии Германии. 14 августа 1809 года вернулся во Францию и оставался без служебного назначения.
6 августа 1811 года вернулся к службе с назначением к генералу Лакюэ. Занимал различные административные должности.
После первой Реставрации с 1 сентября 1814 года без назначения. 1 ноября получил от военного министра специальную миссию в 42-х департаментах. 4 сентября 1815 года отправлен в отставку. 16 августа 1820 года по предложению маркиза де Латур-Мобура ему было присвоено звание почётного генерал-лейтенанта.
Умер 20 января 1826 года в Бельвиле, Швейцария.

## Воинские звания
- Солдат (3 ноября 1780 года);
- Бригадир (14 сентября 1784 года);
- Вахмистр (3 апреля 1787 года);
- Командир батальона штаба (9 сентября 1793 года);
- Полковник штаба (8 ноября 1793 года, утверждён 6 ноября 1794 года);
- Бригадный генерал (26 февраля 1803 года);
- Почётный генерал-лейтенант (16 августа 1820 года).

## Титулы
- Барон Пикар и Империи (фр. baron Picard et de l'Empire; декрет от 19 марта 1808 года, патент подтверждён 1 июня 1808 года)[1].

## Награды
Легионер ордена Почётного легиона (11 декабря 1803 года)
 Коммандан ордена Почётного легиона (14 июня 1804 года)
 Кавалер военного ордена Святого Людовика (29 июля 1814 года)